# Manczarski Point
Manczarski Point är en udde i Antarktis. Den ligger i Sydshetlandsöarna. Argentina, Chile och Storbritannien gör anspråk på området.
Terrängen inåt land är lite kuperad. Havet är nära Manczarski Point åt sydväst. Trakten är glest befolkad. Närmaste befolkade plats är Commandante Ferraz Station, 8,8 kilometer norr om Manczarski Point. 